# Звёздочка (Краснодарский край)
Звёздочка — хутор в Кущёвском районе Краснодарского края.
Входит в состав Красносельского сельского поселения.

## География
Расположен в северной части Приазово-Кубанской равнины.
Улиц одна: ул. Колхозная.

## История
Хутор Звездочка был создан в 1875 году латышскими крестьянами, прибывшими из Лифляндии на южные земли Российской империи. Первые семьи колонистов приобрели у собственника, бывшего есаула Войска Донского, Евгения Кутейникова 400 десятин земли и «без разрешения начальства начали строить дворовые постройки, по своему усмотрению, а не по утверждённому надлежащей властью плану, при этом с общего согласия даже назвали колонию Звайгзнит…» (из государственных архивных данных). Позже хутор был переименован в Звездочку, что представляло собой лишь перевод названия Звайгзнит с латышского языка на русский.

## Население
| 2002 | 2010 |
| ---- | ---- |
| 95   | ↘75  |